# Piper bisasperatum
Piper bisasperatum är en pepparväxtart som beskrevs av William Trelease. Piper bisasperatum ingår i släktet Piper och familjen pepparväxter. Inga underarter finns listade i Catalogue of Life.